# 2009年10月

## 10月31日
- 位于中国上海市，连接浦东、长兴岛和崇明岛的上海长江隧桥通车，全长25.5公里，为世界最大规模的隧桥结合工程。[1][2][3]

## 10月30日
- 在韩国首尔举行的互联网名称与数字地址分配机构第36次理事会正式通过非拉丁字母网址方案，今后互联网将可使用非拉丁字母文字用作网址。[4]

## 10月29日
- 蒙古对外关系与贸易部部长苏赫巴托尔·巴特包勒德接任日前因健康原因辞职的桑吉·巴亚尔成为新一任蒙古总理。[5]
- 非洲联盟和平与安全理事会在尼日利亚首都阿布贾决定对几内亚军政府进行制裁，禁止几内亚军事政变领导人穆萨·达迪斯·卡马拉及其41名政府官员出国旅行并冻结其所有资产。[6]
- 中国国防科学技术大学在湖南长沙宣布成功研制超级计算机天河一号，该计算机每秒峰值速度达到1206万亿次，为中国首台每秒峰值速度超千万亿次的计算机。[7][8]

## 10月28日
- 巴基斯坦西北边境省首府白沙瓦的一个市场发生汽车炸弹爆炸袭击事件，造成至少80人死亡，200多人受伤。新华网 Archive.today的存檔，存档日期2013-04-28
- 阿富汗首都喀布尔的一处联合国人员住所遭到3名塔利班武装人员的袭击，造成至少6名联合国人员、3名阿富汗安全部队人员和3名塔利班人员死亡。新华网（页面存档备份，存于）新华网（页面存档备份，存于）
- 美国国家航空航天局在佛罗里达州肯尼迪航天中心发射一枚战神I-X火箭，该火箭是美国下一代运载火箭战神系列火箭之一的战神I火箭的模型火箭。新华网（页面存档备份，存于）
- 中华人民共和国第十一届运动会闭幕式在山东济南奥林匹克体育中心体育馆举行，山东代表团以63枚金牌数名列本次运动会金牌榜首位。新华网（页面存档备份，存于）

## 10月26日
- 韩国首尔中央地方法院以侵吞研究经费和非法买卖卵子罪一审判决生物学家黄禹锡有期徒刑2年，缓期3年执行。新华网（页面存档备份，存于）
- 突尼斯现任总统扎因·阿比丁·本·阿里在25日举行的总统选举中获胜，将第5次连任突尼斯总统。人民网（页面存档备份，存于）

## 10月25日
- 伊拉克首都巴格达市中心发生的两起汽车炸弹爆炸事件导致至少132人死亡，512人受伤。BBC中文网（页面存档备份，存于）新华网（页面存档备份，存于）
- 第15届东盟首脑峰会在泰国华欣闭幕。与会各国就加强地区经济合作达成了共识。德国之声中文网（页面存档备份，存于）

## 10月24日
- 美国联邦金融监管部门关闭了位于佛罗里达州的合作伙伴银行（Partners Bank）之后，今年倒闭的美国银行总数已达100家。BBC中文网（页面存档备份，存于）
- 尼日尔主要执政党、总统坦贾·马马杜所属的“全国社会发展运动”大获全胜，获得国民议会113个席位中的三分之二席位。 大公報
- 中華民國98年全國運動會在中華民國台中市舉辦[來源請求]

## 10月23日
- 美国总统奥巴马签署宣言，宣布美国进入甲型H1N1流感全国紧急状态。新华网（页面存档备份，存于）
- 美国海外领地波多黎各首府圣胡安附近一处油库爆炸起火，2人受伤，350多名居民被迫撤离。总督路易斯·福图尼奥下令进入紧急状态。人民网（页面存档备份，存于）

## 10月22日
- 微軟Windows 7開始零售。鉅亨網（页面存档备份，存于）
- 瑞典教会投票通过允许该教会主持同性婚礼的决议，成为世界上首个为同性恋者办理宗教婚礼的一个国家的主要教会机构。[9]
- 歐洲議會將2009年度薩哈羅夫獎頒發給俄羅斯人權組織，以紀念該組織今年7月因調查俄國在車臣反人權行為而被綁架並殺害的成員納塔利婭·埃斯蒂米洛娃。[10]
- 美国联邦调查局出动超过3000名探员和警员，局长罗伯特·米勒宣布两天之内在19个州逮捕墨西哥毒品集团法米利亚300多名成员。San Jose Mercury News

## 10月21日
- 马绍尔群岛议会投票通过对总统利托克瓦·托梅茵的不信任案，从即日起解除他的总统职务。新华网
- 西非国家经济共同体发表声明暂停尼日尔的成员国资格，因尼日尔总统坦贾·马马杜拒绝通过对话的方式解决目前的国内政治危机。[11]

## 10月20日
- 美国考古学家宣布在科罗拉多州发现鸟臀目的一个新属果齿龙，其为迄今在北美洲发现的最小的恐龙。[12]

## 10月18日
- 博茨瓦纳总统伊恩·卡马率领的执政党博茨瓦纳民主党在16日举行的国民议会选举中获胜，将继续执政。[13]
- 英国布朗车队的车手詹森·巴顿在巴西圣保罗举行的巴西大奖赛中提前一站获得2009年世界一级方程式锦标赛总冠军。人民网（页面存档备份，存于）
- 伊朗锡斯坦－俾路支斯坦省发生一起针对伊斯兰革命卫队的自杀式爆炸袭击事件，造成包括5名伊斯兰革命卫队高级指挥官在内的至少49人死亡。[14]

## 10月17日
- 中华民国总统马英九在臺北縣举行的中国国民党第十八次全国代表大会中正式就任国民党主席，并聘连战、吴伯雄为荣誉主席。新华网（页面存档备份，存于）联合新闻网
- 第18届中国金鸡百花电影节在江西省南昌市闭幕，《集结号》和《梅兰芳》获得第27届中国电影金鸡奖最佳故事片奖。新华网（页面存档备份，存于）
- 巴基斯坦政府军派遣6万人的部队进入南瓦济里斯坦地区，开始清剿盘踞在当地的塔利班和基地组织武装。新华网（页面存档备份，存于）
- 在第二次世界大战中遭严重损毁，位于德国柏林博物馆岛的柏林新博物馆在经历约10年的重修后正式对公众开放。新华网（页面存档备份，存于）

## 10月16日
- 中华人民共和国第十一届运动会开幕式在山东济南奥林匹克体育中心体育场举行。[15][16]
- 联合国人权理事会在日内瓦通过决议，支持联合国加沙冲突调查组的报告，该份报告指出以色列国防军和哈马斯在加沙战争中构成战争罪。新华网（页面存档备份，存于）中国新闻网（页面存档备份，存于）

## 10月15日
- 台灣第8座國家公園─台江國家公園正式成立。聯合新聞網（页面存档备份，存于）
- 欧盟和韩国达成自由贸易协定，将去除欧盟和韩国之间的大部分关税和其他一些贸易壁垒。BBC中文网（页面存档备份，存于）
- 第64届联合国大会选出波黑、黎巴嫩、尼日利亚、加蓬和巴西5国为2010年新的联合国安理会非常任理事国。新华网（页面存档备份，存于）

## 10月14日
- 上海合作组织成员国总理第八次会议在北京人民大会堂举行。 新华网（页面存档备份，存于）

## 10月13日
- 为期一周的第61届法兰克福国际书展拉开帷幕。中国是本届书展的主宾国。[17]

## 10月12日
- 俄罗斯总理普京访华，中俄签署相互通报弹道导弹和航天运载火箭发射的协定。新华网（页面存档备份，存于）
- 瑞典皇家科学院宣布将2009年度诺贝尔经济学奖授予美国经济学家埃莉诺·奥斯特罗姆和奥利弗·威廉姆森。新华网
- 热带风暴芭玛在中国海南省万宁市龙滚镇登陆，造成至少3人死亡。此前，该热带气旋在菲律宾已造成至少299人死亡。中新网（页面存档备份，存于）联合早报网

## 10月11日
- 在夏威夷莫洛凱島因漢生病去世的達彌盎神父以及其他四人獲教廷冊封為聖人。梵蒂岡電台

## 10月10日
- 第二次中日韩领导人会议在中国北京人民大会堂举行，中国国务院总理温家宝、日本首相鸠山由纪夫和韩国总统李明博出席会议。新华网（页面存档备份，存于）
- 波兰总统莱赫·卡钦斯基在华沙正式签署《里斯本条约》，目前，在欧盟成员国中只剩下捷克还没有签署这一条约。新华网（页面存档备份，存于）
- 土耳其和亚美尼亚两国外交部长在瑞士苏黎世签署和平协议，实现两国关系正常化，结束将近一个世纪的敌对关系。新华网（页面存档备份，存于）

## 10月9日
- 美国国家航空航天局的半人马座火箭和月球坑观测和传感卫星在经过近4个月的长途跋涉后，先后撞向月球，以寻找月球上是否有水的存在。新浪（页面存档备份，存于）
- 四川腾中重工在美国底特律，签订收购通用旗下悍马最终协议新华网
- 挪威诺贝尔委员会宣布，将2009年诺贝尔和平奖授予美國总统奥巴马。BBC（页面存档备份，存于）
- 日本設計師山本耀司因負債60億日幣，申請破產。[來源請求]

（页面存档备份，存于）
- 輕度颱風芭瑪3度襲捲菲律賓並滯留於菲律賓，已造成580人死亡，約150人失蹤。[來源請求]
- 巴基斯坦白夏瓦汽車炸彈攻擊42死逾100傷。[來源請求]

## 10月8日
- 瑞典学院宣布将2009年诺贝尔文学奖授予德国籍罗马尼亚诗人、作家赫塔·穆勒。纽约时报（页面存档备份，存于）
- 在日本爱知县登陆，造成至少2人死亡，40多人受伤。新华网（页面存档备份，存于）

## 10月7日
- 瑞典皇家科学院宣布将2009年诺贝尔化学奖授予美国科学家文卡特拉曼·拉马克里希南，托马斯·施泰茨和以色列科学家阿达·约纳特，以表彰他们在核糖体结构和功能方面的研究。新华网（页面存档备份，存于）
- 美国弗吉尼亚大学和马里兰大学的科学家利用斯皮策太空望远镜发现一个巨型土星环，为迄今发现的太阳系中最大的行星环。新华网 Archive.today的存檔，存档日期2013-04-28

## 10月6日
- 瑞典皇家科学院宣布将2009年诺贝尔物理学奖授予英国华裔科学家高锟和美国科学家威拉德·博伊尔、乔治·史密斯[18]，以表彰高锟在光学通信领域光在纤维中传输方面的突破性成就和博伊尔、史密斯发明了半导体成像器件电荷耦合器件。[19][20]
- 希腊当选总理、泛希腊社会主义运动主席帕潘德里欧在总统府正式宣誓就职，并公布了新内阁成员名单。[21]

## 10月5日
- 瑞典卡罗林斯卡医学院宣布将2009年诺贝尔生理学或医学奖授予美国科学家伊丽莎白·布莱克本、卡萝尔·格雷德和杰克·绍斯塔克，以表彰他们发现端粒和端粒酶是如何保护染色体的。新华网 Archive.today的存檔，存档日期2013-04-28
- 一名自杀式炸弹攻击者在巴基斯坦首都伊斯兰堡的一个严密把守的联合国办公楼内引爆身亡，炸死四名联合国世界粮食计划署的雇员。BBC中文网（页面存档备份，存于）

## 10月4日
- 中华人民共和国国务院总理温家宝乘专机抵达朝鲜首都平壤，对朝鲜展开为期三天的正式访问，朝鲜最高领导人金正日亲自前往机场接机。[22][23]
- 乔治·帕潘德里欧领导的泛希腊社会主义运动在希腊议会选举中以较大优势击败现任总理卡拉曼利斯领导的执政党新民主党，获得大选胜利。[24][25]

## 10月3日
- 根据正式公布的结果，爱尔兰2日举行的全民公投以压倒性多数通过了旨在推动欧洲一体化进程的《里斯本条约》。BBC中文网（页面存档备份，存于）
- 截止到2009年上半年，中华人民共和国已经超越美国成为南非的最大出口地。BBC中文网（页面存档备份，存于）
- 中度颱風芭瑪襲捲菲律賓，造成17人死亡。[來源請求]

## 10月2日
- 在丹麦哥本哈根举行的国际奥委会投票中，巴西里约热内卢击败美国芝加哥、日本东京和西班牙马德里， 获得2016年夏季奥林匹克运动会主办权。网易（页面存档备份，存于）新华网（页面存档备份，存于）
- 奧委會揭曉2016年夏季奧林匹克運動會主辦城市為巴西里約熱內盧，成為拉丁美洲（南美洲）史上首個舉辦奧林匹克運動會的主辦城市。[來源請求]

## 10月1日
- 英国最高法院正式成立，将取代上议院法官的终审角色，成为全英国民事诉讼和英格兰、威尔士、北爱尔兰的刑事诉讼终审法院。[26][27]
- 中华人民共和国为庆祝建国成立60周年举行阅兵仪式。[28]
- 刚果民主共和国水运管理局证实，位于该国中部的西开赛省开赛河水域28日发生沉船事故，目前已有15人死亡。[29]